# P209iS
デジタル・ムーバ P209iS HYPER（デジタル・ムーバ・ピー に まる きゅう アイ・エス ハイパー）は、松下通信工業（現: パナソニック モバイルコミュニケーションズ）製のNTTドコモの第二世代携帯電話(mova)端末である。

## 概要
P209iをベースにした、松下としては初めての折りたたみ式携帯電話端末。また、携帯電話で初めて背面にプライベートウィンドウと称するサブ液晶を採用した機種である。腰部に屈伸式のアンテナを設けている。形状は貝殻を模したデザインとなり、その特徴はその後出たP503iSに引き継がれている。BOSSのノベルティとしてボス電2仕様も存在する。この端末と松下通信工業がPシリーズとして登場させたFOMA初のP2101Vは、直接の後身ではないが、非常によく似たデザインとなっている。

## 歴史
- 2000年4月24日 - 電気通信端末機器審査協会による技術基準適合認定の設計認証（設計認証番号: A00-0433JP, J00-0119）
- 2000年4月26日 - テレコムエンジニアリングセンター(TELEC)による技術基準適合証明の工事設計認証（工事設計認証番号: WZA0020）
- 2000年8月10日 - 北海道及び東海地区で発売。
- 2000年8月12日 - 東北及び北陸地区で発売。
- 2000年8月18日 - 中国地区で発売。
- 2000年8月19日 - 中国地区で発売。
- 2000年11月20日 - 追加色アロマティックパープル発売。
- 2001年3月7日 - TELECによる技術基準適合証明の工事設計認証（工事設計認証番号: WZA0034）
- 2012年3月31日 - movaサービス終了により使用はこの日限りとなる。